# Schloss Gröba

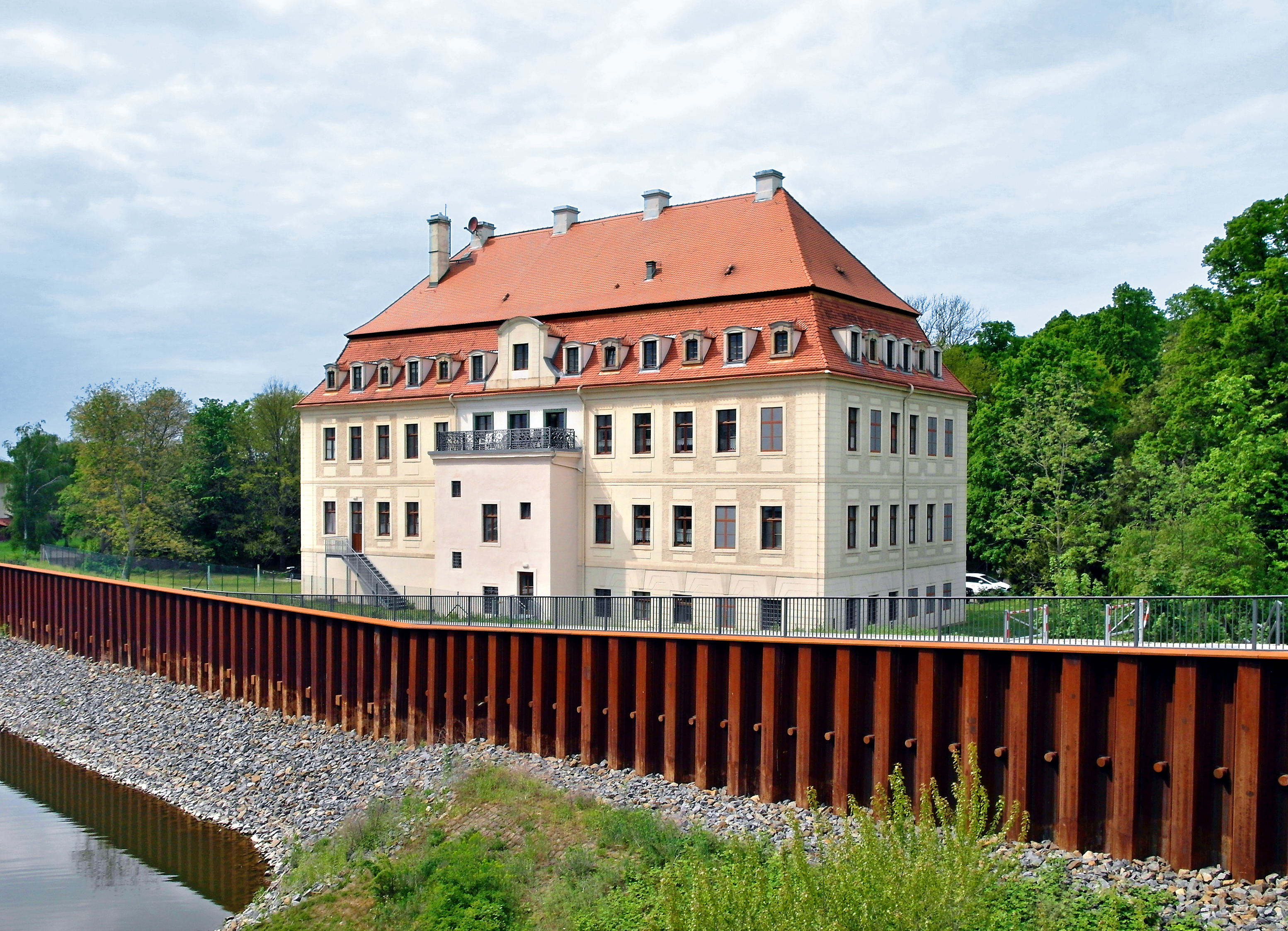
Schloss Gröba, 2017

Das Schloss Gröba ist ein barockes Herrenhaus und ein Wahrzeichen der sächsischen Stadt Riesa. Es steht heute unter Denkmalschutz.

## Lage und Umgebung

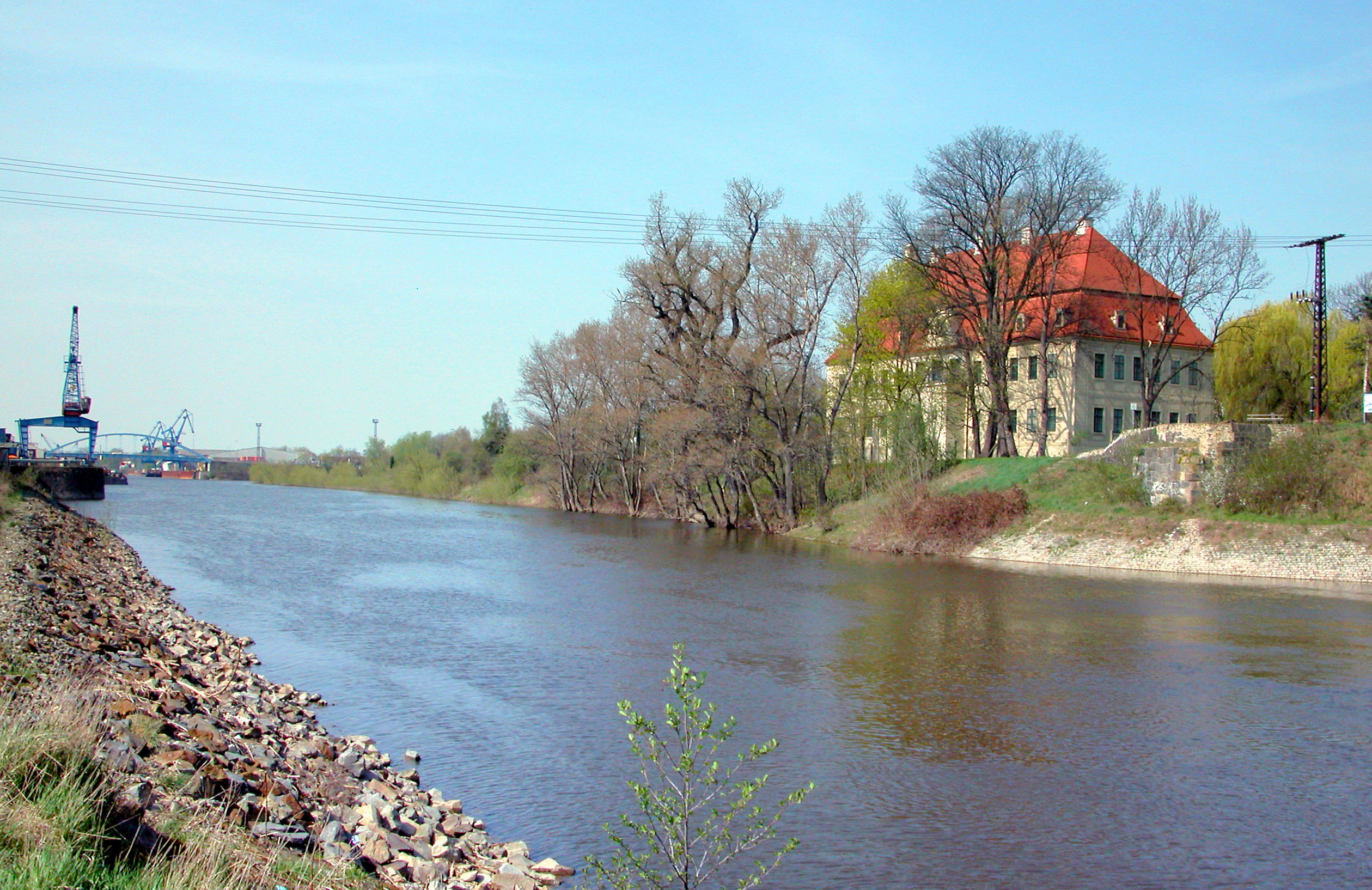
Schloss Gröba, 2009

Das Schloss befindet sich im Stadtteil Gröba, nördlich der Döllnitzmündung und der Einfahrt des Riesaer Hafens. Im Osten grenzt der Park des Schlosses an die Elbe. Nordwestlich befindet sich die Kirche Gröba. Der Hafen kann in südlicher Richtung über die Schlossbrücke Gröba überquert werden. Auf der südlichen Seite der Hafeneinfahrt befindet sich das ehemalige Rittergut, welches derzeit brach liegt. Das Schloss lässt sich mit dem Auto über die Kirchstraße erreichen.
Das Schloss selbst ist von einem Park mit einem 300 Jahre alten Baumbestand umgeben. Zum historischen und damit denkmalgeschützten Bestand gehören außerdem das Wirtschaftsgebäude (Remise) und weitere Nebengebäude sowie ein Torbogen, eine Steinbank, ein Brunnen und eine Grotte. Die Adresse ist Kirchstraße 46, 01591 Riesa.

## Geschichte

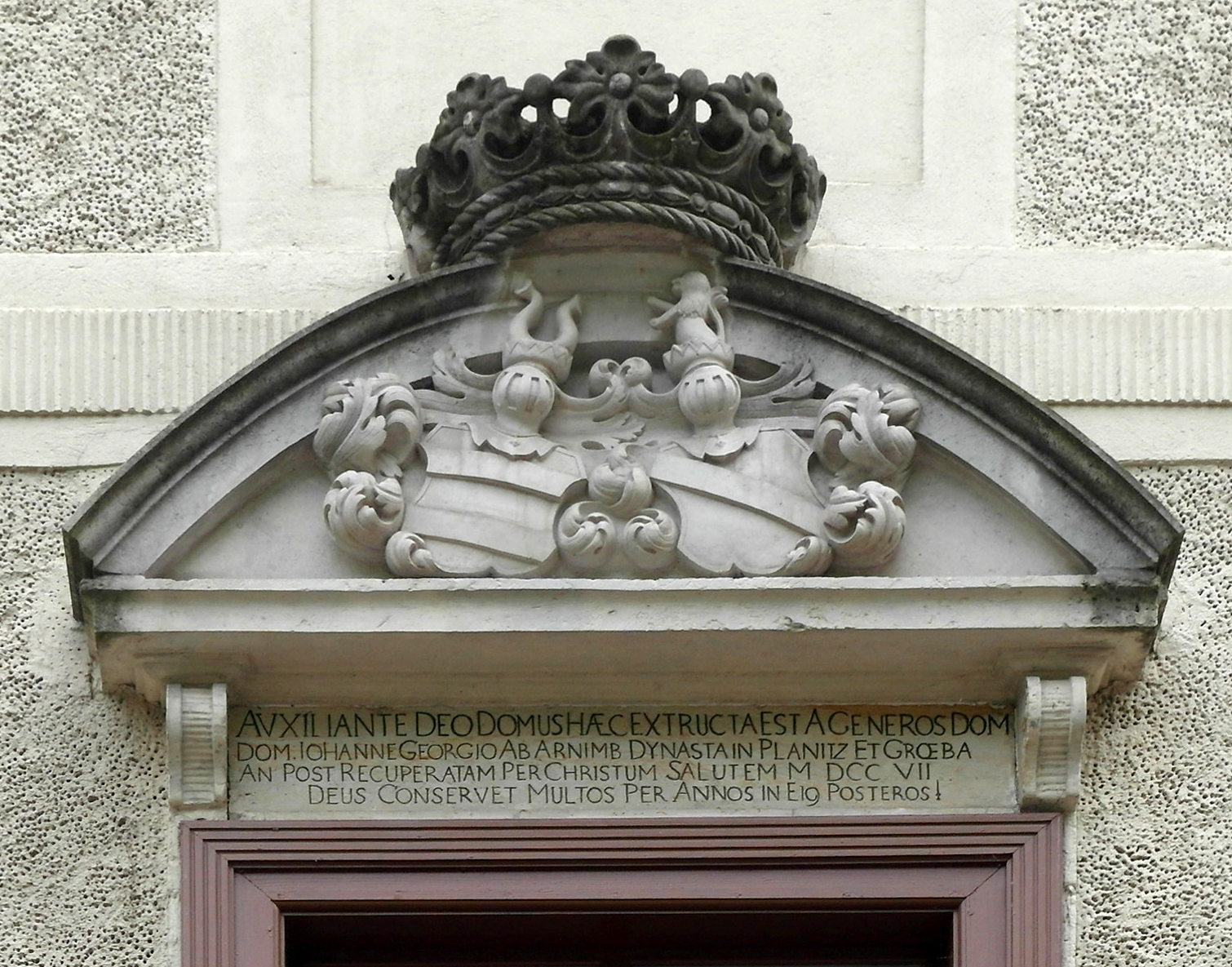
Wappen der Familien von Arnim und von Nischwitz. Hofseite 1. OG.

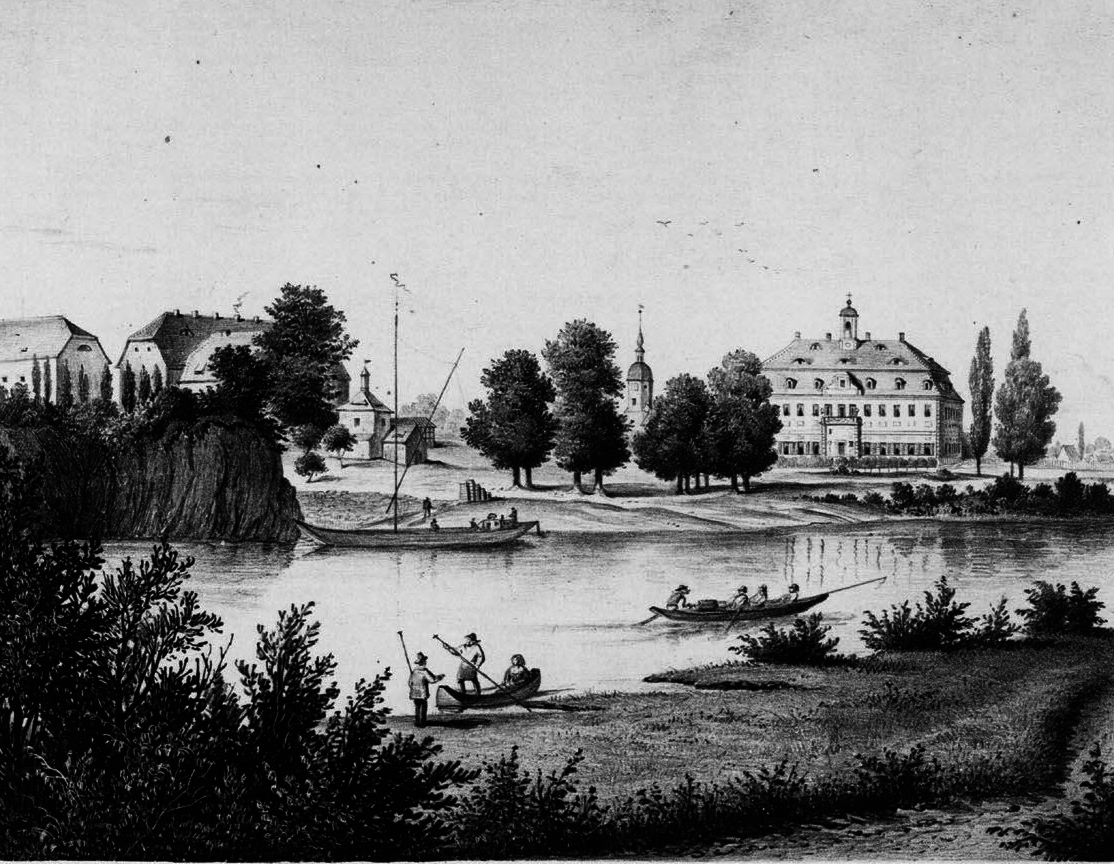
Schloss Gröba, Lithographie, um 1850. Erkennbar ist der nach 1945 abgebrochene Dachreiter.

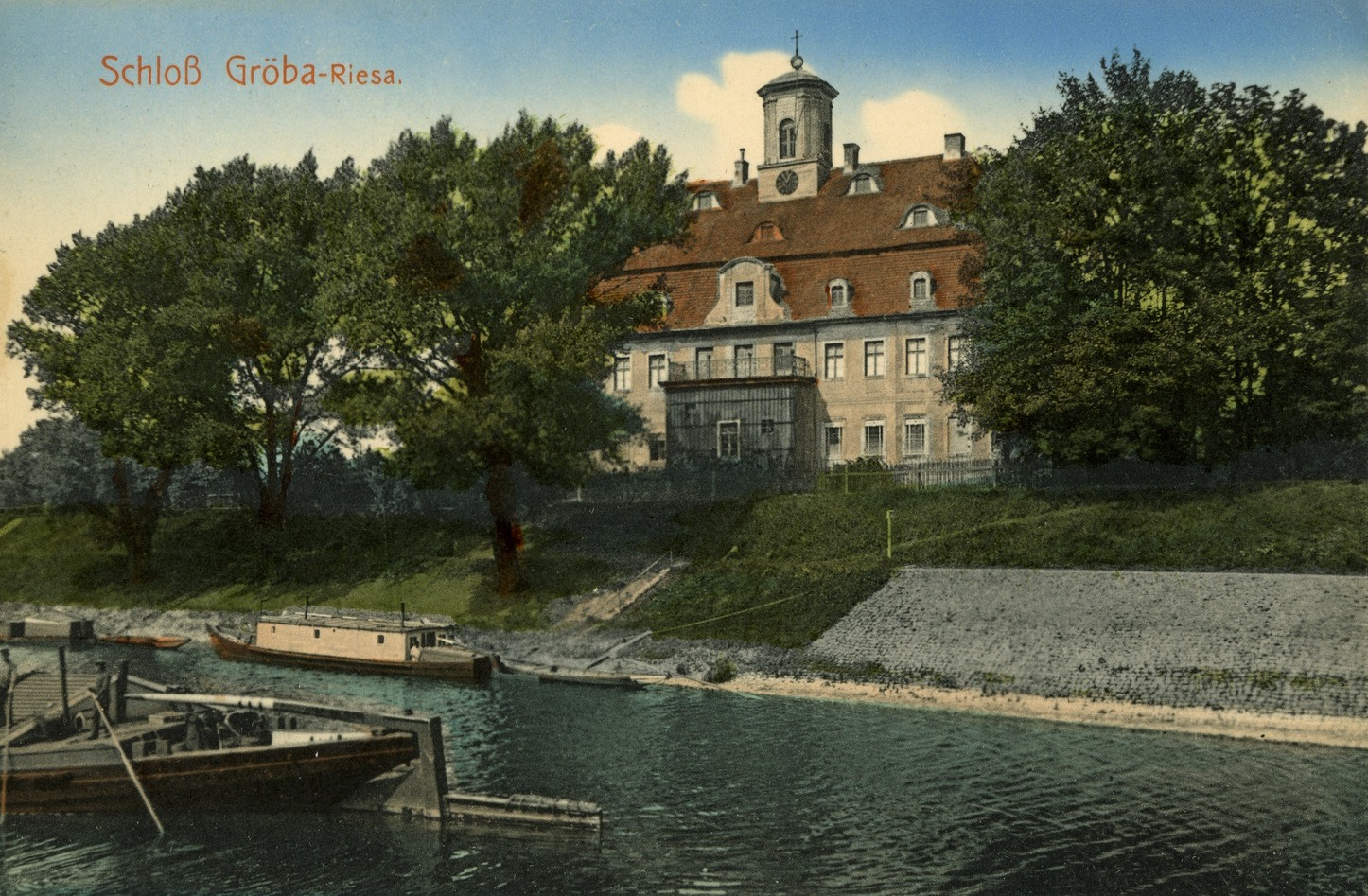
Schloss Gröba, 1908

Seit dem 15. Jahrhundert war das Rittergut Gröba Mittelpunkt einer ansehnlichen Grundherrschaft der Familie von Nitschwitz. 1692 bis 1783 war es dann im Besitz der Familie von Arnim. Während dieser Zeit (1707) wurde das Schloss in seiner heutigen Form durch Johann Georg von Arnim errichtet, der das Schloss durch Heirat 1696 erworben hatte. 1783 ging das Schloss in den Besitz von Johann Carl Benedict von Wacker über, 1814 an die Familie Rüssing, 1855 an die Familie von Kommerstaedt und nach Angaben des Gothaischen Hofkalender bereits vor 1908 an die Familie von Altrock. Denn die Brüder von Altrock heirateten Töchter aus dem Haus Kommerstaedt-Gröba. Generalleutnant Hugo von Altrock-Zimpel war mit Elisabeth von Kommerstaedt-Groba liiert. Und sein jüngerer Bruder Georg von Altrock heiratete 1895 in Gröba Marie von Kommerstaedt, wurde so Gutsherr auf Gröba. Georg von Altrock-Gröba agierte 1896 als Oheim sowie als Lehnvormund für den damals vierjährigen Dietrich von Kommerstaedt als Miterbe des Rittergutes Schönfeld. Der letzte Besitzer, Wilhelm von Altrock, wurde 1945 enteignet. In der Folgezeit wurde der Turm abgebrochen. Von 1949 bis 1975 erlebte das Schloss eine Nutzung als Altenheim. Ab 1965 hatte der Bildhauer Helmut Jacob sein Atelier im Schloss. Von 1983 bis 1990 war das Schloss Sitz des Rats des Kreises Riesa bzw. des Landratsamtes. Zwischen 2001 und 2005 befand sich das Schloss in Besitz der Familie Werner, die dort u. a. ein Café betrieb und 2003 eine Teilsanierung vornehmen ließ. Durch das Scheitern des Konzeptes der Privateigentümer stand Schloss Gröba nach 2005 leer und wurde 2008 wieder zum Verkauf angeboten. Seit April 2012 nutzt die Berliner Firma advita das Anwesen für betreutes Wohnen. 2014 wurde die Remise erneut und als Jugendclub sowie als Nutzungsräume für Bürgervereine eingerichtet.
Aufgrund seiner Nähe zur Elbe wurde das Schloss während der Elbehochwasser 2002 und 2013 stark in Mitleidenschaft gezogen.
Auch das Wirtschaftsgebäude erfuhr aufgrund erheblicher Baumängel eine Sanierung und Modernisierung, die 2014 endeten. Heute wird es als Jugendclub (östlicher Teil) und Ausstellungsraum für den Museumsverein (westlicher Teil) genutzt. Ein Café ist ebenfalls integriert und wird vom örtlichen Bürgerverein betrieben. Ein Schuppen sowie ein Lagergebäude wurde nachträglich hinzugefügt.

## Architektur
Das Schloss ist ein dreigeschossiger Bau, bestehend aus einem hohen Sockelgeschoss und zwei Obergeschossen, der mit einem Mansard-Walmdach versehen ist. Das Schloss weist holländische Einflüsse auf, die in der abwechselnden aufgeputzten Fassadengliederung und dem Dachhäuschen mit dem geschwungenen Giebel in der Mitte des Daches erkenntlich wird. Charakteristisch für das Schloss ist der Balkonvorbau, ein dreiachsiger Mittelrisalit mit Altan auf vier dorischen Säulen und mit geschmiedeten Balkongeländer im klassizistischen Baustil, der jedoch erst 1820 hinzugefügt wurde. Demselben Baustil gehörte auch der Dachreiter an, der zwar 1945 abgebrochen wurde, jedoch auf alten Aufzeichnungen noch zu erkennen ist. Markant ist auch die Verdachung aus Sandstein über dem mittleren Fenster des ersten Obergeschosses, das zwei Wappen in einem Tympanon unter der Rangkrone eines Grafen zeigt. Die Wappen repräsentieren die Erbauer des Schlosses, Johann Georg von Arnim (linkes Wappen) und dessen Frau Magdalena von Nitzschwitz (rechtes Wappen).

## Besitzer
| Besitzer                        | Zeitraum      |
| ------------------------------- | ------------- |
| Familie von Nitzschwitz         | 1484 bis 1691 |
| Familie von Arnim               | 1696 bis 1783 |
| Johann Carl Benedict von Wacker | 1783 bis 1814 |
| Familie Rüssing                 | 1814 bis 1855 |
| Familie von Kommerstaedt        | 1855 bis 1895 |
| Familie von Altrock             | 1896 bis 1945 |

Viele der ehemaligen Besitzer liegen in der benachbarten Kirche Gröba begraben.